# 上海财经大学站
上海财经大学站位于中华人民共和国上海市杨浦区五角场街道政立路、武川路与国权北路交叉口上海财经大学北侧，是上海轨道交通18号线一期北段的地下车站。该站未来可以换乘20号线。

## 车站结构
| 地面层   | 出入口             | 1-5出入口                        |  |  |
| 地下一层 | 站厅               | 票务服务、自动售票机、人工服务台 |  |  |
| 地下二层 | ②站台              | █ 18号线 往长江南路（殷高路）    |  |  |
|          | 岛式站台，左侧开门 |                                  |  |  |
|          | ①站台              | █ 18号线 往航头（复旦大学）      |  |  |

## 車站出口
上海财经大学武川路地下通道与车站同步建设并相连接（直达校内，需凭证件出入）。该通道亦曾被列为车站2、3号口，但实际上这两个出口的编号已被撤下，且站内并无通往这两个出口的导视系统。
|          |                      |      |  |
| 出口编号 | 建议前往目的地       | 照片 |  |
| 1号口    | 武川路               |      |  |
| 原2号口  | 上海财经大学（校内） |      |  |
| 原3号口  | 上海财经大学（校内） |      |  |
| 4号口    | 政立路               |      |  |
| 5号口    | 国权北路             |      |  |